# 莱昂-保尔·法尔格广场

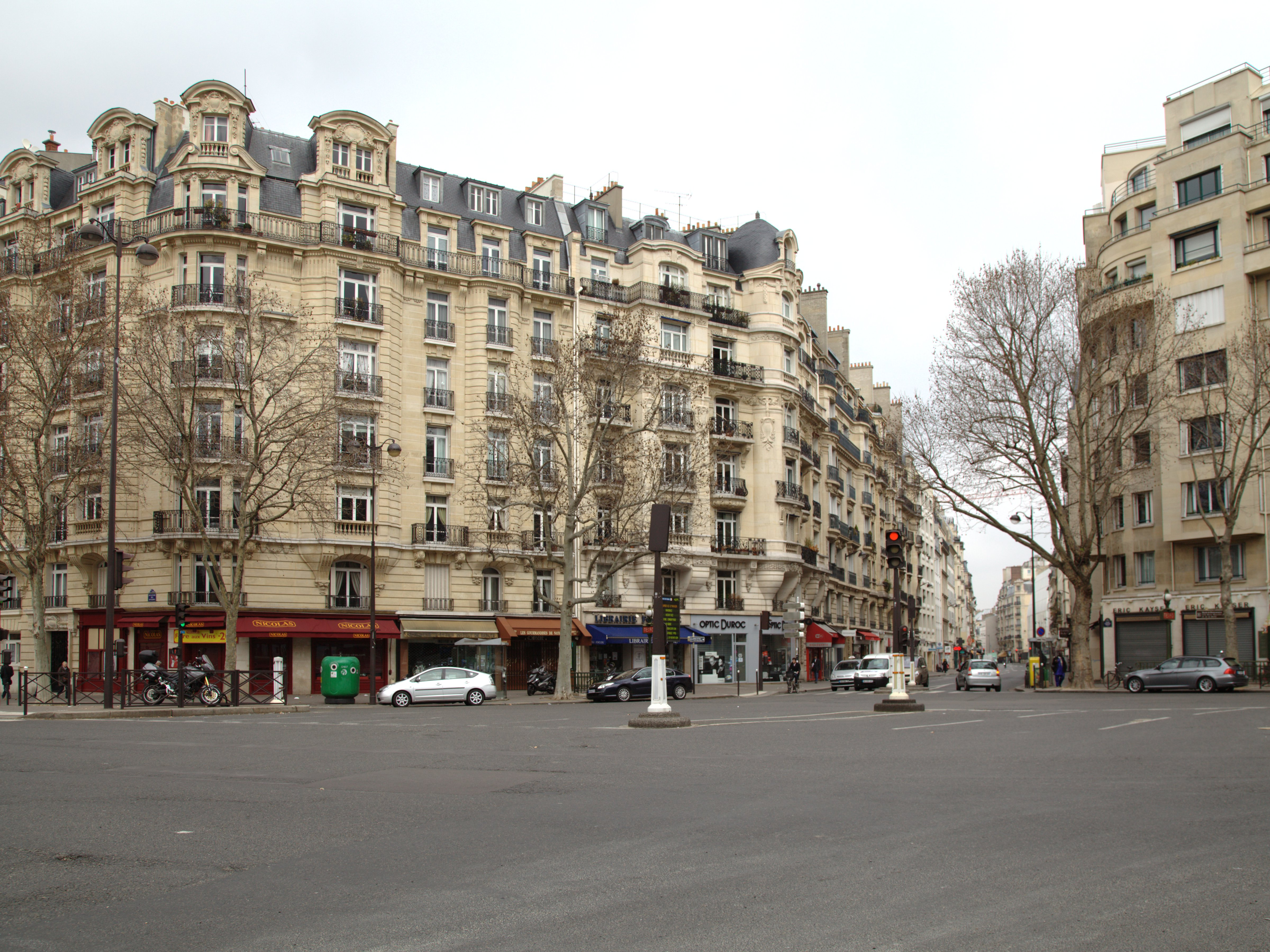

莱昂-保尔·法尔格广场（Place Léon-Paul-Fargue）是法国巴黎的一个广场，位于巴黎第六区、巴黎第七区和巴黎十五区交界处，塞夫勒路与蒙帕纳斯大道转角，长39米，宽20米。

## 交通
莱昂-保尔·法尔格广场附近的地铁站是杜洛克站（Duroc）。

## 名称
莱昂-保尔·法尔格广场得名于莱昂-保尔·法尔格 (1876-1947).

## 历史
莱昂-保尔·法尔格广场开辟于1851年，现名命名于1957年。